# Sem Valk
Sem Valk (16 februari 2002) is een Nederlands voetballer die doorgaans speelt als centrale verdediger. In juli 2024 verruilde hij Feyenoord voor FC Dordrecht.

## Clubcarrière

### Feyenoord
Valk speelde in de jeugd van VV Capelle en werd in 2010 opgenomen in de opleiding van Feyenoord. Deze doorliep hij en voorafgaand aan het seizoen 2021/22 mocht hij van hoofdtrainer Arne Slot meetrainen met het eerste elftal. Zijn debuut in het eerste elftal volgde op 9 december 2021, toen in de UEFA Europa Conference League met 2–1 gewonnen werd van Maccabi Haifa. Cyriel Dessers en Reiss Nelson scoorden voor Feyenoord en de tegentreffer kwam van Dean David. Valk moest van Slot op de reservebank beginnen en mocht tien minuten na rust invallen voor Marcos Senesi. Aan het begin van het seizoen 2022/23 werd zijn verbintenis opengebroken en met een jaar verlengd tot medio 2024. Valk was twee jaar lang aanvoerder van het Onder 21-elftal van de Rotterdammers dat uitkwam in de Beloftencompetitie.

### FC Dordrecht
In mei 2024 werd bekend dat Valk een tweejarig contract met optie op nog een jaar had ondertekend bij FC Dordrecht, ingaande na het aflopen van zijn verbintenis bij Feyenoord.

## Clubstatistieken
| Seizoen | Club         | Competitie     | Competitie | Competitie | Beker | Beker | Internationaal | Internationaal | Totaal | Totaal |
| Seizoen | Club         | Competitie     | Wed.       | Dlp.       | Wed.  | Dlp.  | Wed.           | Dlp.           | Wed.   | Dlp.   |
| ------- | ------------ | -------------- | ---------- | ---------- | ----- | ----- | -------------- | -------------- | ------ | ------ |
| 2021/22 | Feyenoord    | Eredivisie     | 0          | 0          | 0     | 0     | 1              | 0              | 1      | 0      |
| 2022/23 | Feyenoord    | Eredivisie     | 0          | 0          | 0     | 0     | 0              | 0              | 0      | 0      |
| 2023/24 | Feyenoord    | Eredivisie     | 0          | 0          | 0     | 0     | 0              | 0              | 0      | 0      |
| 2024/25 | FC Dordrecht | Eerste divisie | 7          | 0          | 0     | 0     | —              | —              | 7      | 0      |
| Totaal  | Totaal       | Totaal         | 7          | 0          | 0     | 0     | 1              | 0              | 8      | 0      |

Bijgewerkt op 30 september 2024.